# 戸田賢良
戸田 賢良（とだ たかよし、1979年12月8日 - ）は宮崎県都城市出身の元プロサッカー選手。

## 人物・来歴
妻ヶ丘中学校・都城泉ヶ丘高校時代は兄の戸田光洋と共に地元では天才兄弟で有名であった。
学生時代は兄を凌ぐほどの実力だったが、大学以降伸び悩み、J2の湘南ベルマーレに入団。入団後2004年までは本来のFWや攻撃的なMFで度々出場していたが、次第に出番が少なくなり2005年には高さと体をかわれDFに転身。2006年オフに戦力外となり、トライアウトを経てJFLのガイナーレ鳥取に移籍した。
ガイナーレでは2007年シーズン当初はDFとしてプレーをしたが、決定力不足というチーム事情からFWに戻ってプレーをしていた。その後、秋田英義の加入によりDFに戻る。移籍初年度には、ゲームキャプテンを務めていた。
兄の光洋は圧倒的なスピードで相手ディフェンスを翻弄するのに対して、賢良は高さを使ったポストプレーとヘディングを得意としている。
2008年12月5日、ガイナーレ鳥取の公式ホームページ上にて、2008年シーズン限りでの退団が発表された。
2009年2月7日、湘南ベルマーレの公式ホームページ（「馬入日記」2月6日分）で、現役を引退し湘南の普及コーチに就任することが明らかにされた。

## 所属クラブ
- 1995年-1997年 宮崎県立都城泉ヶ丘高等学校
- 1998年-2001年 福岡教育大学
- 2002年-2006年 湘南ベルマーレ
- 2007年-2008年 ガイナーレ鳥取

## 個人成績
| 国内大会個人成績 | 国内大会個人成績 | 国内大会個人成績 | 国内大会個人成績 | 国内大会個人成績 | 国内大会個人成績 | 国内大会個人成績 | 国内大会個人成績 | 国内大会個人成績 | 国内大会個人成績 | 国内大会個人成績 | 国内大会個人成績 |
| 年度             | クラブ           | 背番号           | リーグ           | リーグ戦         | リーグ戦         | リーグ杯         | リーグ杯         | オープン杯       | オープン杯       | 期間通算         | 期間通算         |
| 年度             | クラブ           | 背番号           | リーグ           | 出場             | 得点             | 出場             | 得点             | 出場             | 得点             | 出場             | 得点             |
| 日本             | 日本             | 日本             | 日本             | リーグ戦         | リーグ戦         | リーグ杯         | リーグ杯         | 天皇杯           | 天皇杯           | 期間通算         | 期間通算         |
| ---------------- | ---------------- | ---------------- | ---------------- | ---------------- | ---------------- | ---------------- | ---------------- | ---------------- | ---------------- | ---------------- | ---------------- |
| 2002             | 湘南             | 24               | J2               | 22               | 3                | -                | -                | 3                | 4                | 25               | 7                |
| 2003             | 湘南             | 13               | J2               | 26               | 5                | -                | -                | 0                | 0                | 26               | 5                |
| 2004             | 湘南             | 13               | J2               | 19               | 0                | -                | -                | 2                | 0                | 21               | 0                |
| 2005             | 湘南             | 13               | J2               | 32               | 1                | -                | -                | 0                | 0                | 32               | 1                |
| 2006             | 湘南             | 13               | J2               | 9                | 0                | -                | -                | 0                | 0                | 9                | 0                |
| 2007             | 鳥取             | 7                | JFL              | 31               | 3                | -                | -                | 2                | 0                | 33               | 3                |
| 2008             | 鳥取             | 7                | JFL              | 20               | 2                | -                | -                | 0                | 0                | 20               | 2                |
| 通算             | 日本             | 日本             | J2               | 108              | 9                | -                | -                | 5                | 4                | 113              | 13               |
| 通算             | 日本             | 日本             | JFL              | 51               | 5                | -                | -                | 2                | 0                | 53               | 5                |
| 総通算           | 総通算           | 総通算           | 総通算           | 159              | 14               | -                | -                | 7                | 4                | 166              | 18               |

## タイトル・代表歴
- 1995年、1996年　九州ユース代表
- 1996年、1997年　国体宮崎県選抜
- 1998年、2000年　九州学生選抜
- 第16回九州大学サッカーリーグ1部優秀選手
- 2001年デンソーカップチャレンジサッカー優秀選手